# Hydractinia cryptogonia
Hydractinia cryptogonia is een hydroïdpoliep uit de familie Hydractiniidae. De poliep komt uit het geslacht Hydractinia. Hydractinia cryptogonia werd in 1988 voor het eerst wetenschappelijk beschreven door Hirohito. 